# 시타

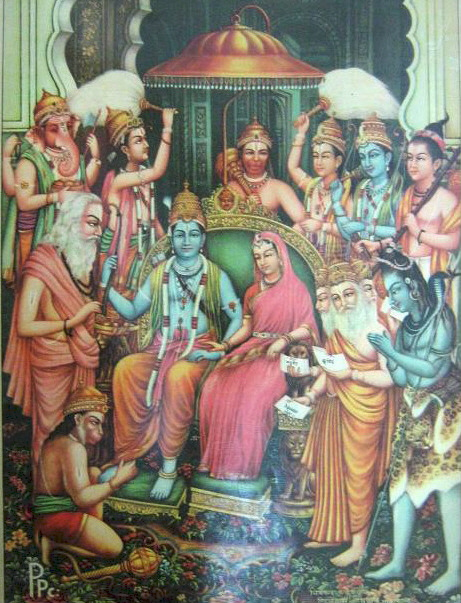
왕좌에 앉아 있는 라마와 시타: 다른 신들이 이들 주위에 둘러 서 있다.

시타(산스크리트어: सीता Sītā 영어: Sita, Seeta, Seetha)는 힌두교의 트리무르티(삼주신) 중의 하나인 비슈누의 일곱 번째 아바타인 라마의 배우자로서의 여성 또는 여신이다. 시타는 인도 서사시 《라마야나》의 주요 등장 인물 중 하나인데 《라마야나》라는 책명은 시타의 남편인 라마의 이름을 따서 붙여진 것이다.
시타는 네팔의 야나크푸르(Janakpur)에서 태어났다. 그녀의 아버지는 야나크푸르의 왕이었다. 힌두교 전통에서 시타는 모든 힌두 여성의 부인과 여성으로서의 미덕의 표준으로 존중되고 있다. 힌두교의 교의에 따르면 시타는 힌두교의 여신 락슈미의 아바타이다. 인도에서 시타와 라마의 결혼은 비바하 판차미(Vivaha Panchami)라는 축제를 통해 매년 축하되고 있다.

## 갤러리

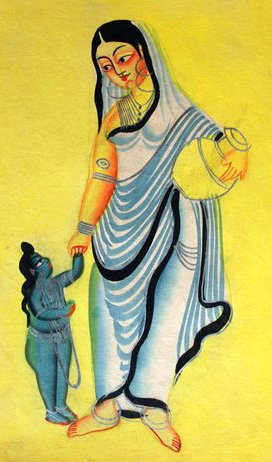
시타
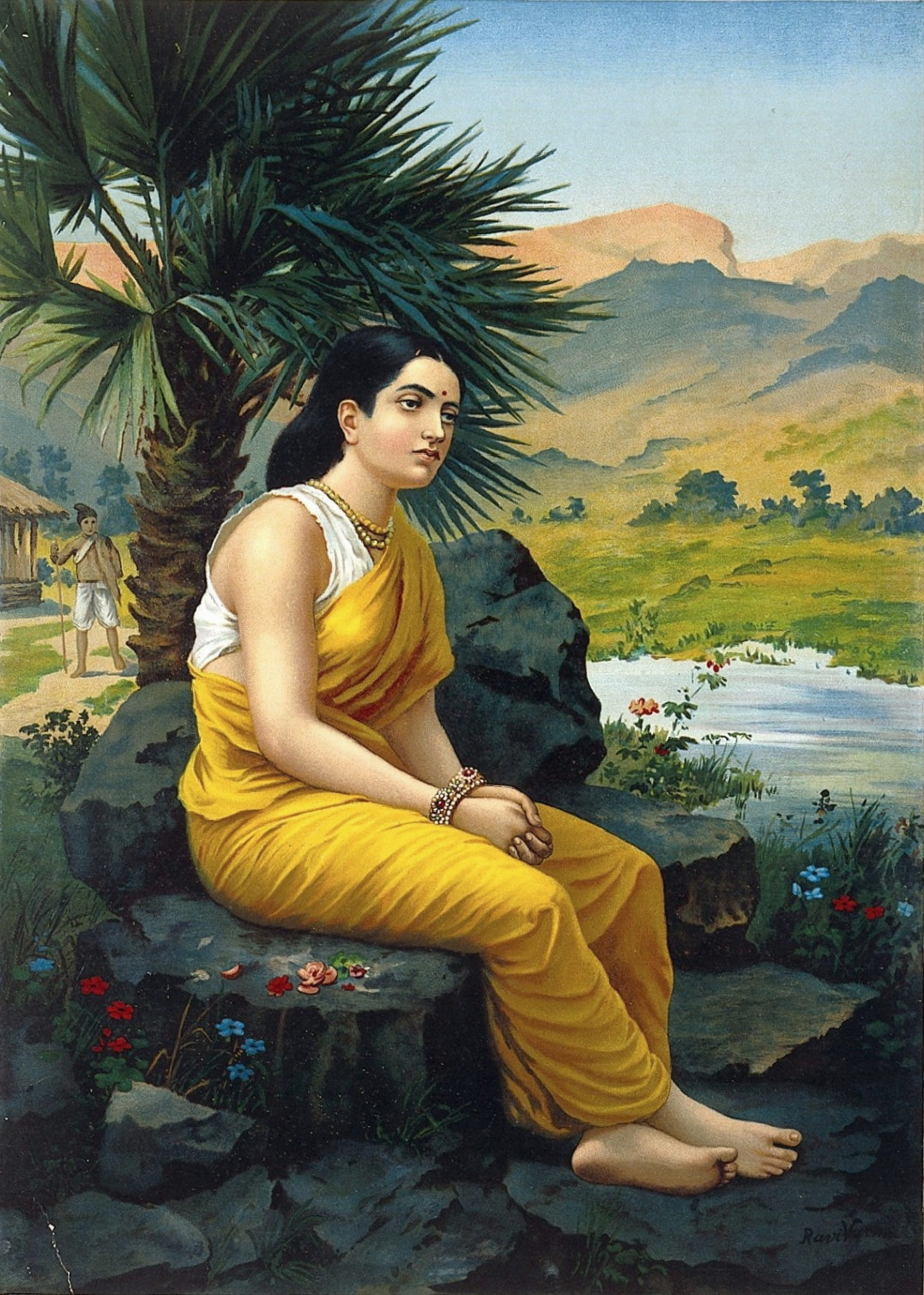
시타
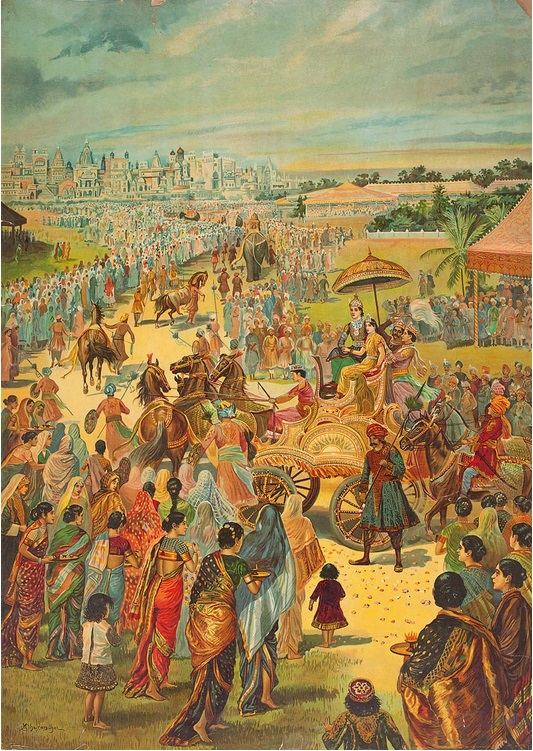
시타의 결혼식
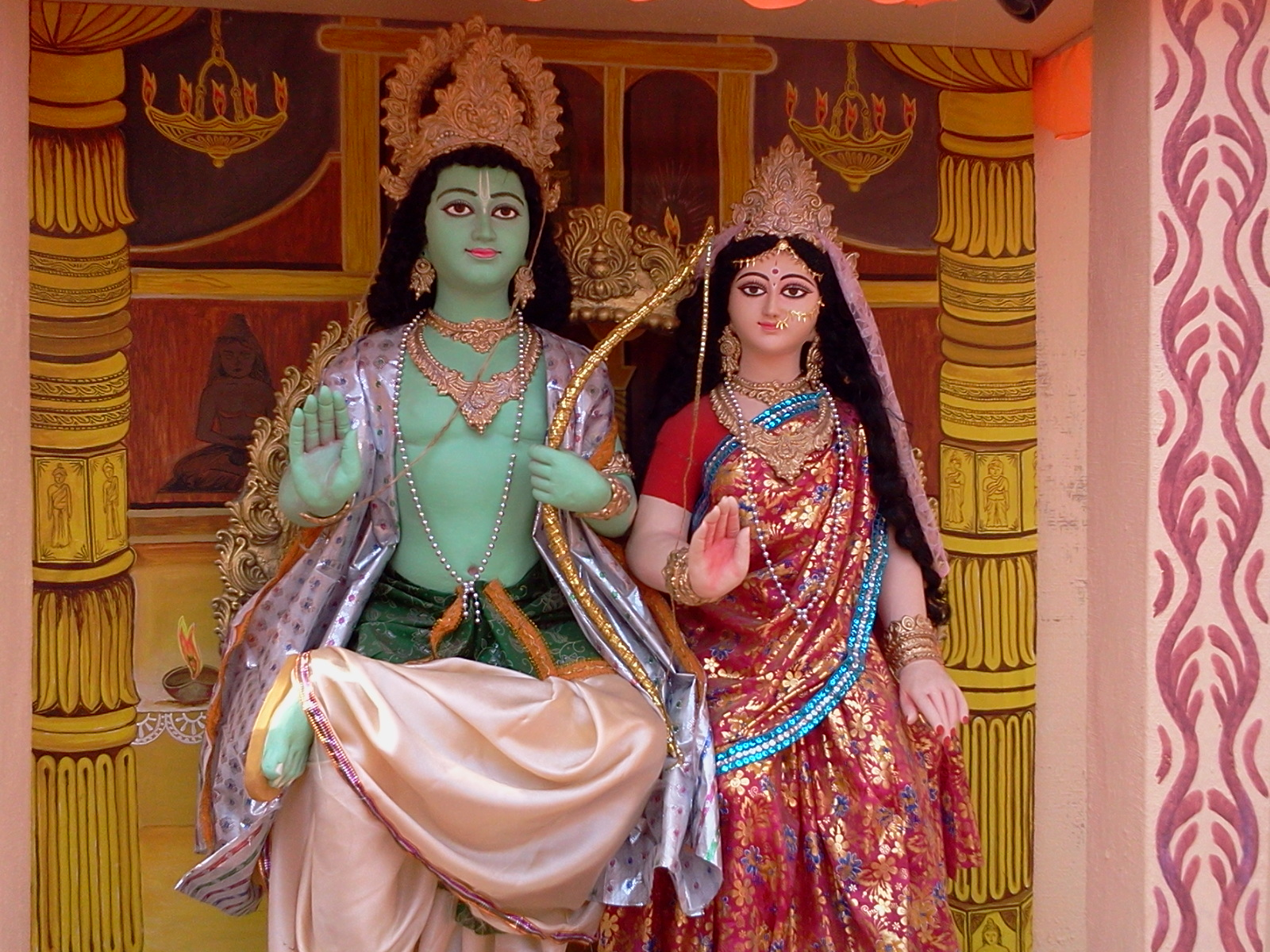
라마와 시타
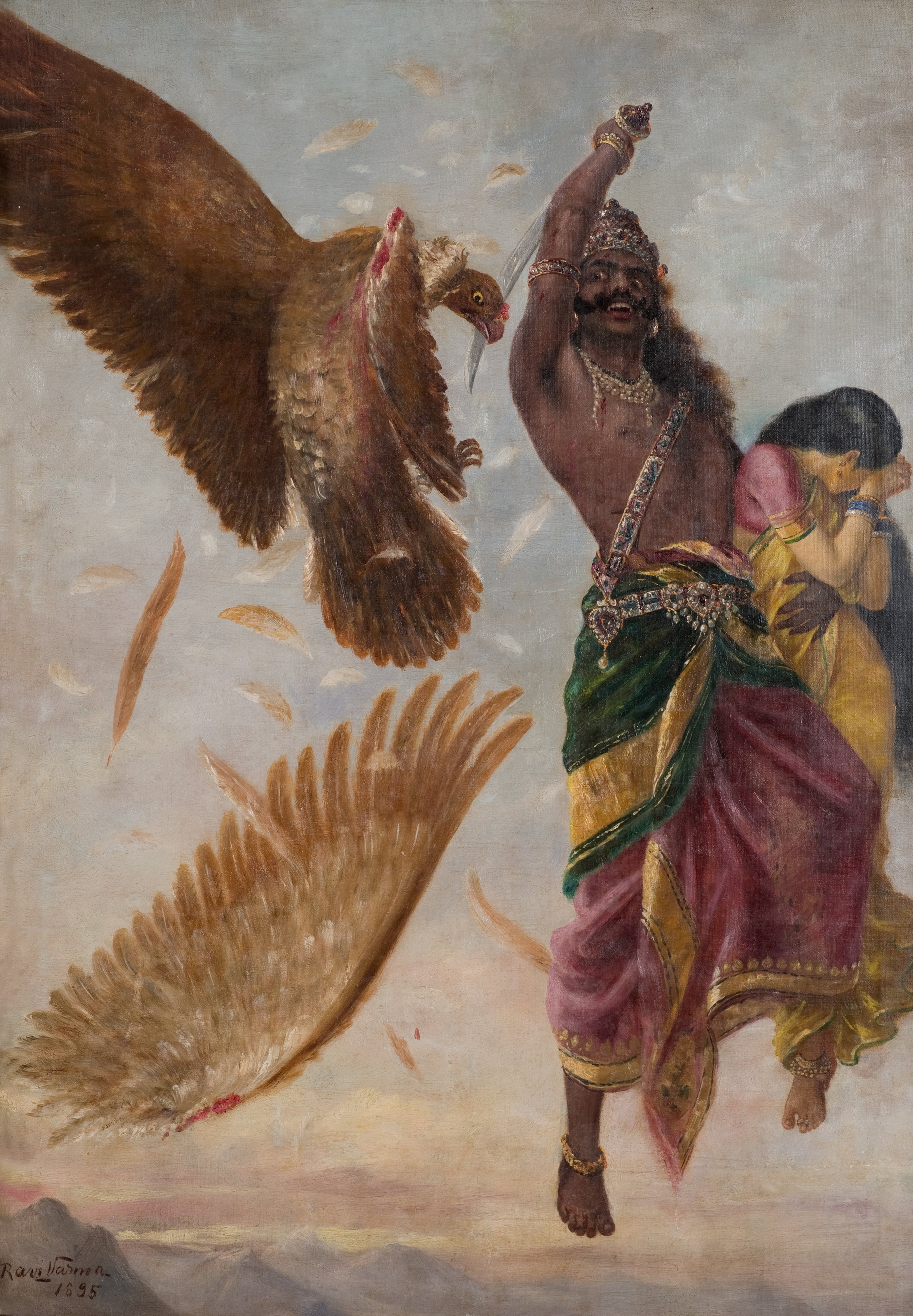